# Eden Project

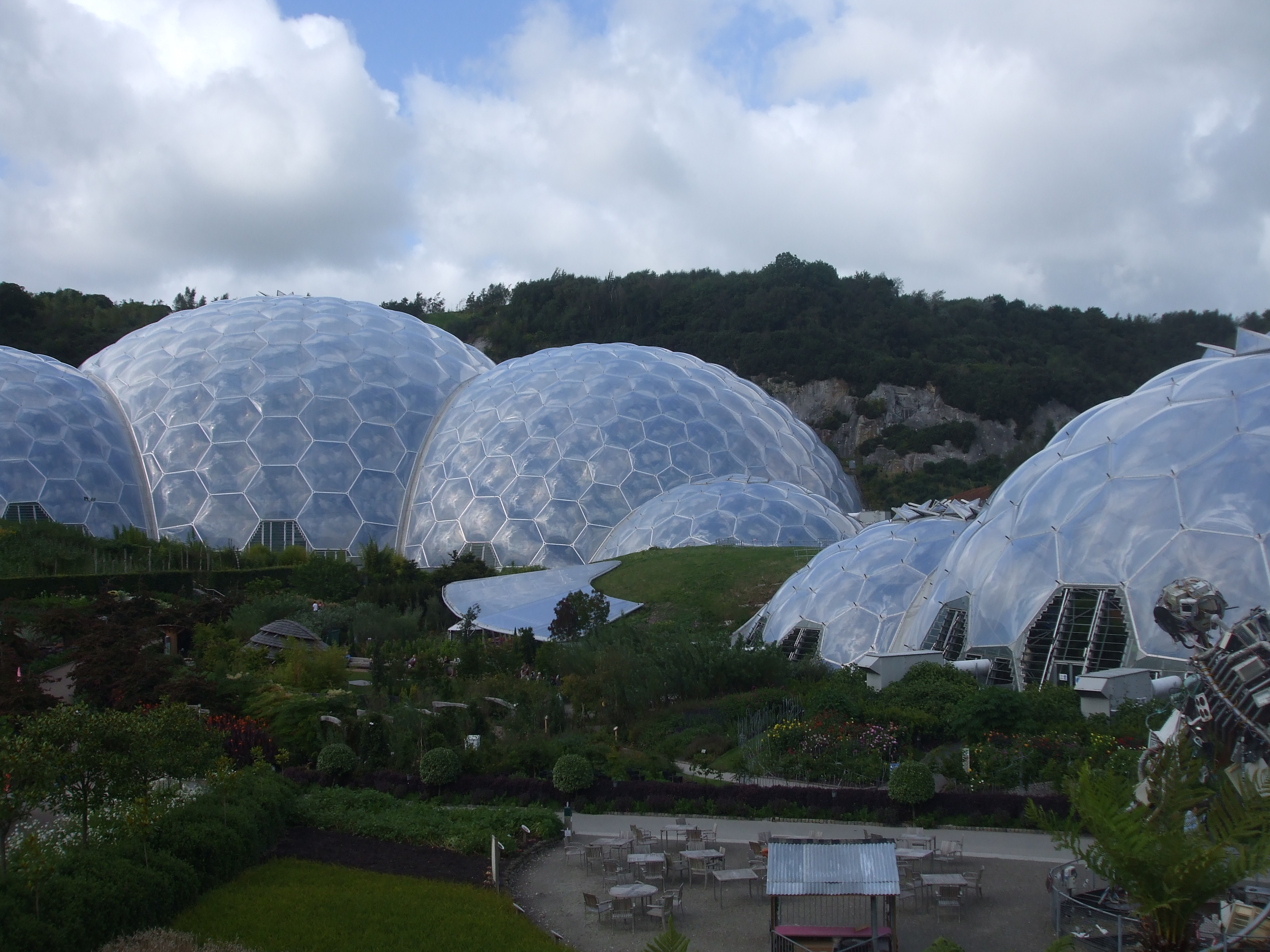
L'Eden Project

L'Eden Project è un complesso turistico in Cornovaglia nel sud-ovest del Regno Unito, a circa 2 km dalla cittadina di St Blazey e dalla città di St Austell, ricavato nello spazio interno di una ex-cava di kaolinite, che oggi ospita al suo interno due delle più grandi biosfere al mondo.
All'interno di queste due enormi biosfere si trovano oltre 100.000 piante provenienti da tutto il mondo, inserite appunto all'interno delle due strutture a cupola in acciaio e plastica che permettono al loro interno di emulare due biomi molto diffusi, quello mediterraneo e quello tropicale, attraverso un complesso sistema di condizionamento e controllo termico.

Il progetto fu ideato dal famoso imprenditore anglo-olandese Tim Smit, progettato dall'architetto Nicholas Grimshaw e dalla ditta di ingegneria civile Anthony Hunt and Associates (ora Sinclair Knight Merz). La Davis Langdon fu incaricata della gestione del progetto, mentre le ditte costruttrici furono la Sir Robert McAlpine, la Alfred McAlpine e la MERO, quest'ultima incaricata della costruzione delle due strutture semisferiche che avrebbero ospitato i biomi.

L'Eden Project dopo due anni e mezzo di lavori, fu aperto al pubblico il 17 marzo 2001

## Il sito

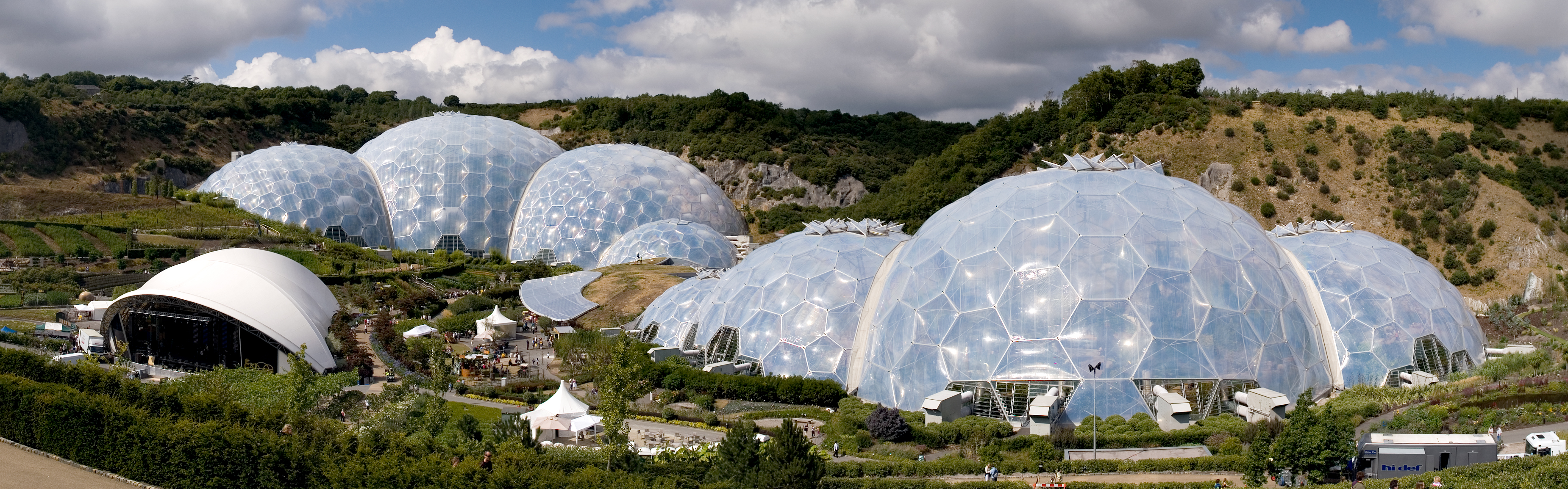
Panoramica del complesso

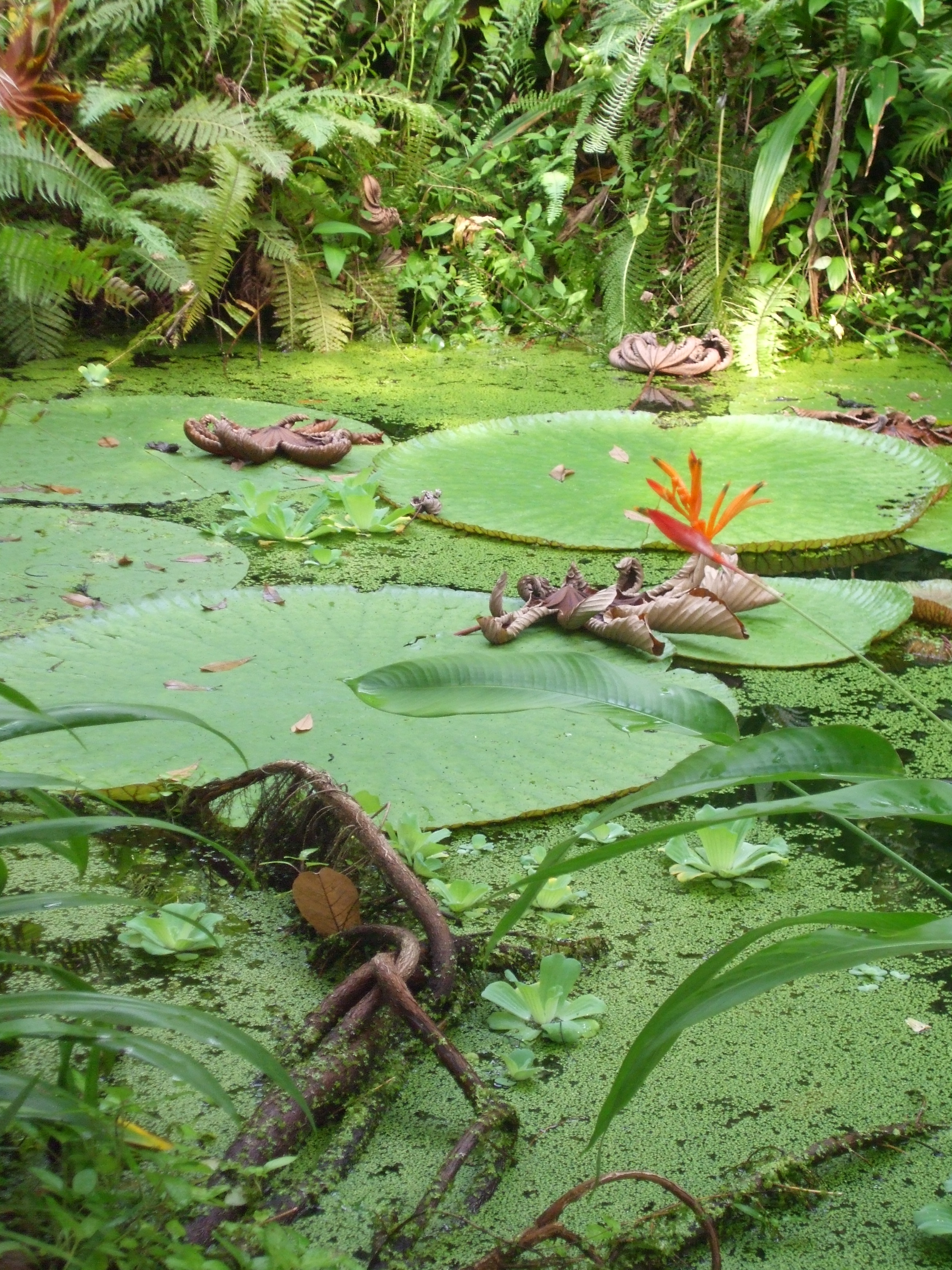
Piante tropicali all'interno del Bioma tropicale

L'Eden Project è raggiungibile facilmente in automobile dalle vicine città di St. Austell e St.Blazey, a piedi e in bicicletta grazie ad alcuni percorsi appositi che conducono direttamente alle entrate predisposte appunto per chiunque voglia raggiungere la struttura senza l'ausilio di mezzi di trasporto.

Entrati dall'ingresso principale, ci si può quindi dirigere all'interno del complesso, tramite percorsi a tema e sentieri tortuosi che conducono e dirigono il visitatore alla scoperta delle strutture dell'Eden Project:
- Il Bioma tropicale, situato nella semisfera più grande a nord del complesso
- Il Bioma mediterraneo, situato nella seconda biosfera poco più a sud
- Il Giardino, ossia un enorme giardino esterno, all'interno dello stesso complesso che in 13 ettari ospita circa 1.890 tipi di piante[2], e diversi percorsi itineranti.
- The Core, il centro educativo del complesso, all'interno del quale si trovano spazi didattici per l'educazione ambientale.
- Il Teatro, ossia uno spazio coperto adibito per ospitare concerti, esibizioni ed attività.

## I Biomi

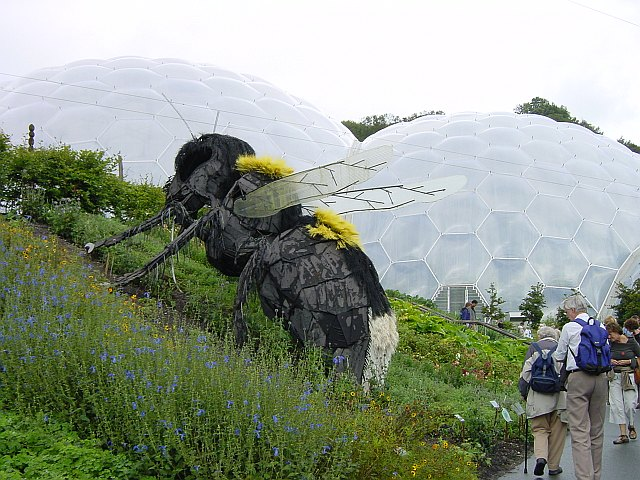
The Bee, un'installazione artistica permanente nel giardino esterno

Le due biosfere si trovano sul versante nord della cava, e vi si può accedere da un ingresso unico molto vasto, che collega le due strutture.

Il "Bioma Tropicale", copre circa 1,56 ettari in 50 metri di altezza, 110 metri di larghezza e 240 metri di lunghezza. Questa struttura ospita circa 1.129 tipi di piante provenienti dai luoghi tropicali del pianeta, la temperatura interna, a seconda della zona, è mantenuta tra i 18 e i 35 °C con una umidità superiore al 90%.
Il "Bioma Mediterraneo", copre circa 0,654 ettari all'interno della sfera più piccola alta 30 metri, al cui interno ospita 1.015 diversi tipi di piante provenienti dai climi temperati del pianeta, dalla California al Giappone. La temperatura nella biosfera varia dai 9 °C minimo in inverno ai 25 °C massimo in estate, che consente la sopravvivenza di piante più comuni, rispetto alle enormi e tropicali piante della biosfera precedente.
Il "Giardino", situato all'esterno, occupa i 3/4 dell'intera superficie del complesso, e ospita circa 1.890 tipi differenti di piante e coltivazioni. Nel Giardino inoltre sono posizionate numerose installazioni artistiche e didattiche che permettono al visitatore di scoprire le caratteristiche e le proprietà di molte piante, spesso poco utilizzate dall'industria moderna, come la canapa, la lavanda il tè e il girasole. Inoltre a seconda delle stagioni, proprio nel giardino si possono osservare le diverse fioriture delle numerose e diverse specie di fiori che pullulano nel giardino, assieme anche a diverse coltivazioni, i cui prodotti possono peraltro essere acquistati.

### La struttura

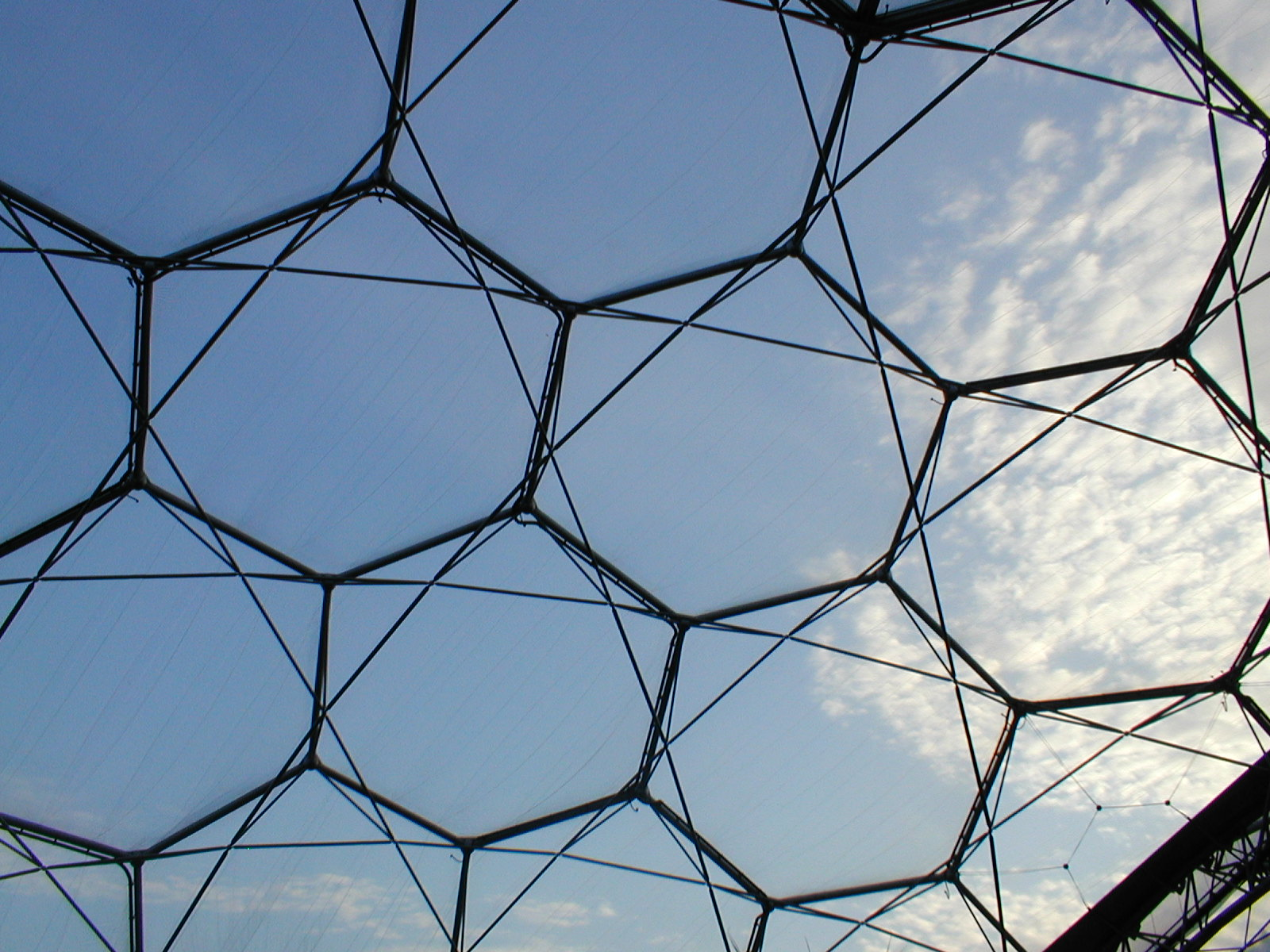
La struttura esagonale delle biosfere

Le biosfere sono una struttura tubolare in acciaio space-frame in pannelli esagonali rivestiti in ETFE, molto resistente alle intemperie e autopulente impiegato per evitare l'uso del vetro che avrebbe gravato sul peso della struttura e avrebbe necessitato di maggiore manutenzione.
Questo strato in EFTE è stato poi sigillato nel perimetro esagonale dell'ossatura in acciaio, e successivamente gonfiato per creare un cuscinetto di grandi dimensioni.

Questi cuscini formano una vera e propria coperta termica, più efficace del vetro, e nel caso di foratura di uno di questi cuscini, al contrario di una rottura del vetro, questa può essere facilmente risolta, in quanto vengono prodotte apposite "toppe" nello stesso materiale che chiudono ermeticamente la foratura.
La struttura in acciaio poi è completamente autoportante, quindi non sono presenti supporti interni alle biosfere, e il diametro degli esagoni può arrivare fino a 9 metri nella parte zenitale della struttura geodetica, dove sono presenti alcuni esagoni apribili a seconda delle necessità di temperatura all'interno delle biosfere.
Parte essenziale è poi il controllo climatico all'interno delle biosfere, dove un sistema informatico controlla e regola continuamente temperatura e umidità all'interno delle semisfere, per mantenere ottimali le condizioni ambientali all'interno delle serre.

## "The Core"

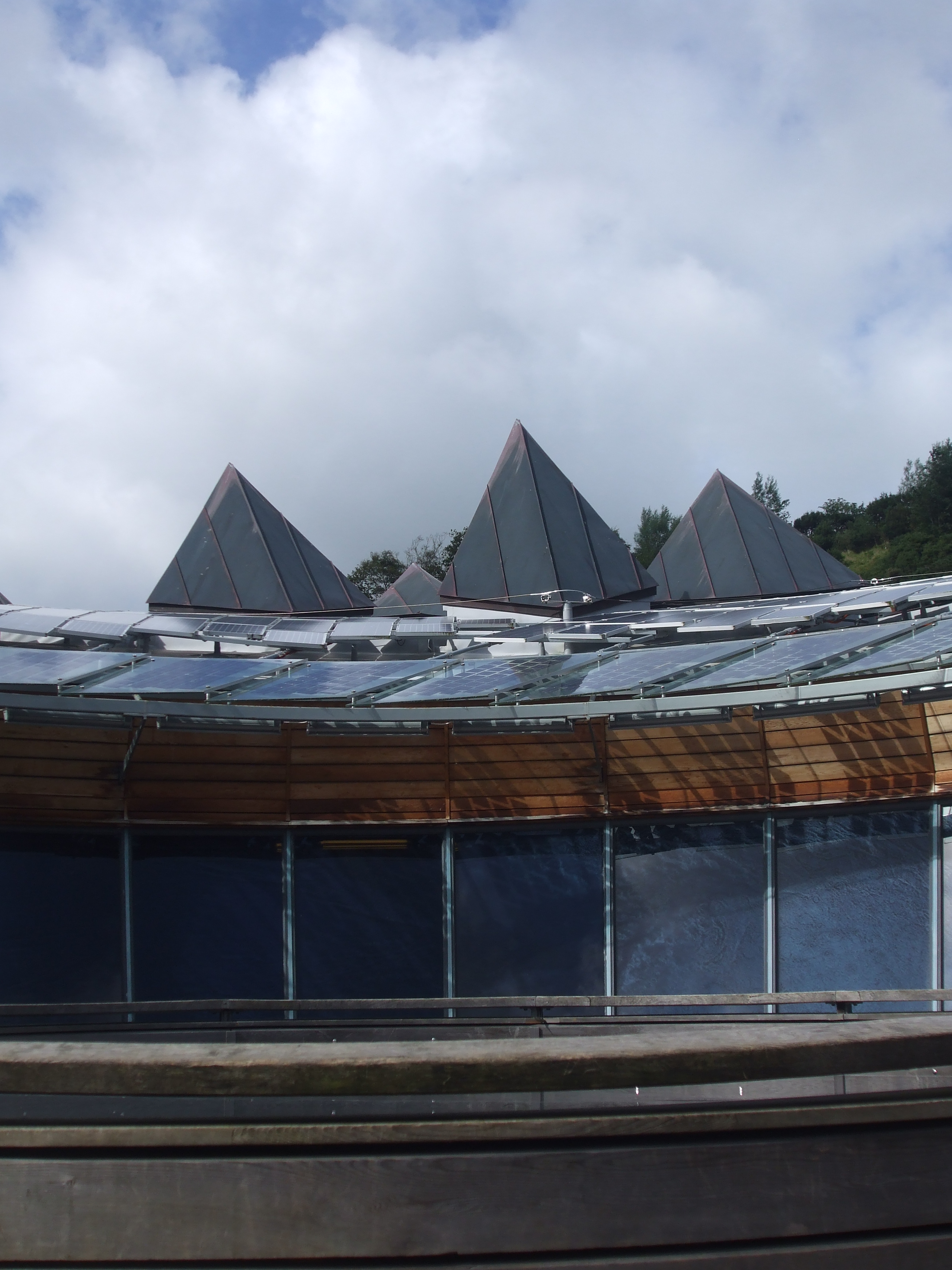
La struttura del tetto

Il "Core" è una struttura all'interno del complesso inaugurata nel settembre 2005, destinata a spazio didattico comprendente aule e spazi espositivi progettati per comunicare ai visitatori il rapporto che c'è e ci dovrebbe essere tra l'uomo e la natura. Di conseguenza l'edificio ha preso la sua ispirazione dalle piante, più evidente nella forma del tetto in legno, che dà all'edificio la sua caratteristica forma.

L'architetto Grimshaw sviluppò una geometria del tetto in collaborazione con gli scultori Peter Randall-Page, e Mike Purvis e con gli ingegneri strutturali dell'SKM Hunts Anthony. La copertura ha una struttura fillotassica che ricorda delle spirali derivate dal modello di crescita delle piante, che si trova per esempio nella testa del girasole, i cui pistilli presentano una sequenza di crescita descritta nella sequenza di Fibonacci.
Il rame a copertura del tetto è stato ottenuto da fonti rintracciabili, e l'Eden Project sta lavorando con il gruppo Rio Tinto per esplorare la possibilità di incoraggiare ulteriormente la tracciabilità dei percorsi di approvvigionamento dei metalli, il che permetterebbe alle persone di evitare i metalli estratti in zone di conflitto o con lo sfruttamento di manodopera.

Inoltre l'edificio è costruito in modo completamente sostenibile, in quanto l'energia elettrica viene ricavata da pannelli fotovoltaici, che inoltre riscaldano l'acqua per gli usi dell'edificio; i pannelli per l'isolamento termico sono interamente in carta riciclata e un sistema di recupero delle acque piovane consente di irrigare le piante intorno e dentro l'edificio.

Tutto ciò, e una serie di altri piccoli accorgimenti, consente di ridurre al minimo l'uso di carburanti diminuendo drasticamente le emissioni di CO2.

### "The Seed"

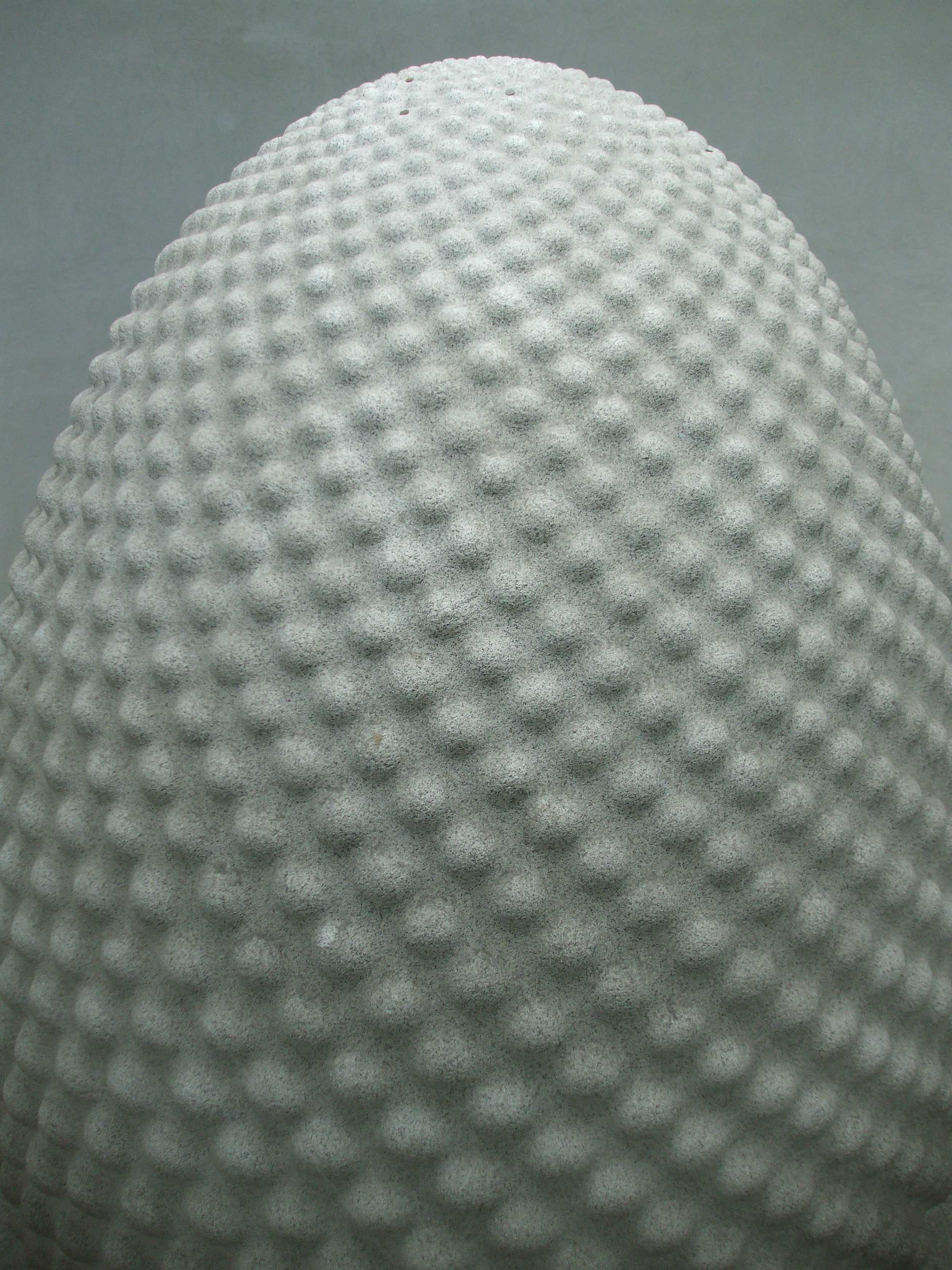
The Seed

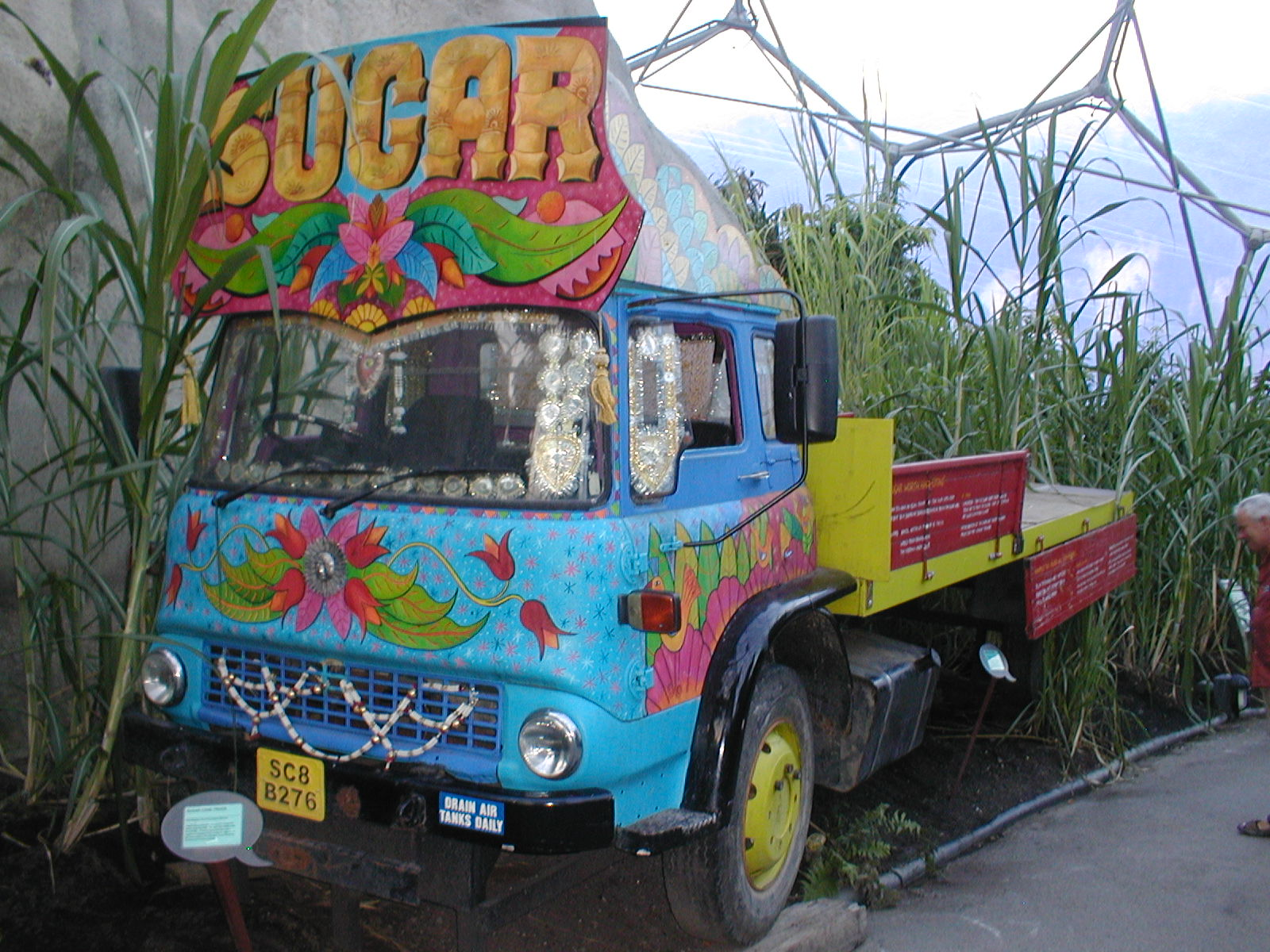
Installazione itinerante in una delle biosfere

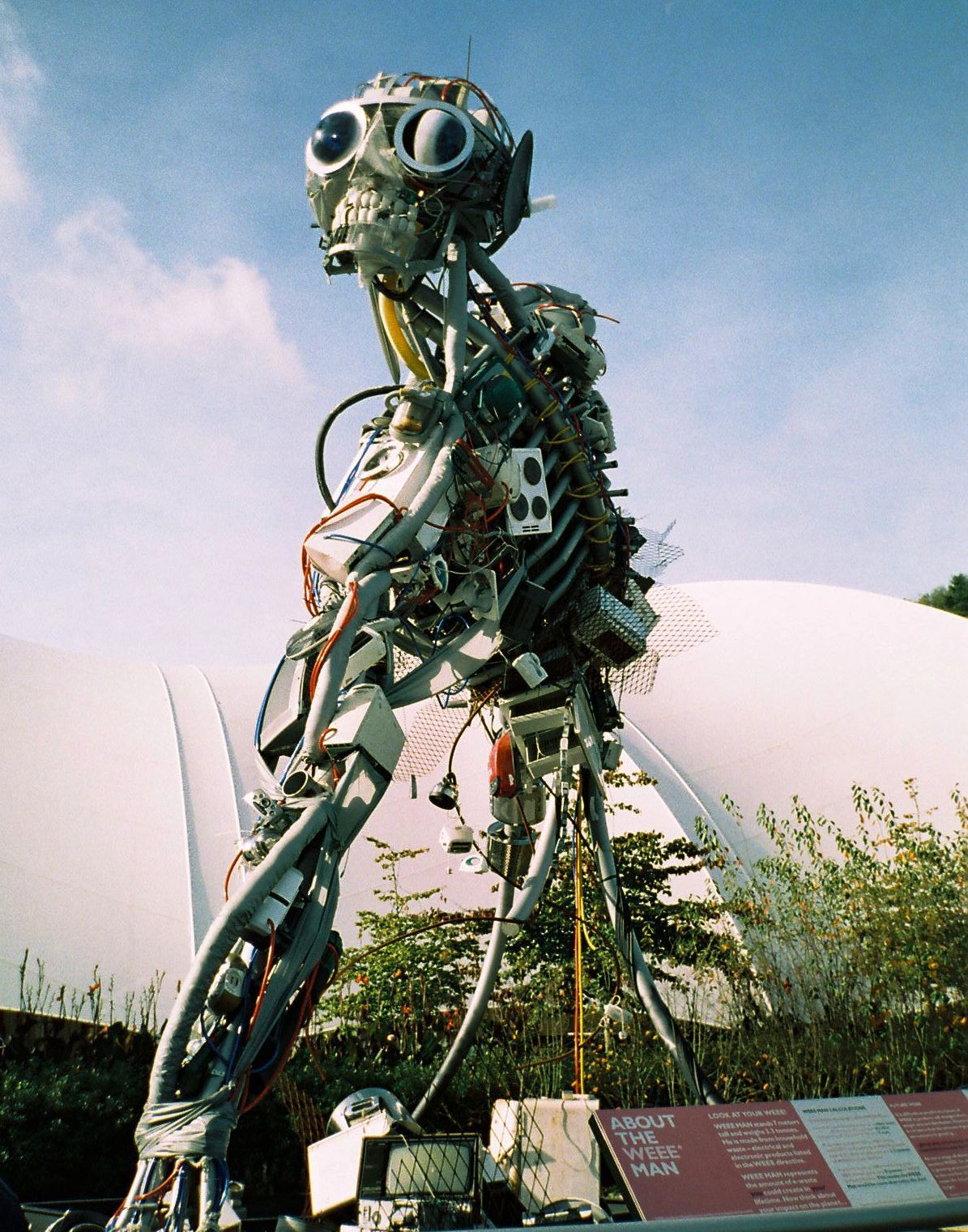
Weee Man, installazione creata con gli elettrodomestici che ogni singola persona butta in una vita

Il "seme" è il centro dell'edificio, ricavato da un macigno di granito grigio-argenteo di 167 tonnellate, estratto nel 2003 da una cava a "De Lank Quarry" in Cornovaglia. Dopo la lavorazione, il peso del seme ha raggiunto le 70 tonnellate, e una forma ovale la cui superficie ritorna sul modello di crescita della testa del girasole. Quest'opera fu creata dall'artista di fama internazionale Peter Randall-Page.

## Aspetti ambientali
L'Eden Project cerca di guidare il visitatore in un percorso didattico itinerante verso la comprensione e l'educazione ambientale, incentrando la questione della interdipendenza tra l'ambiente e tutto ciò che ne compete, con le persone, spiegando i diversi e giusti comportamenti che l'uomo deve avere nei confronti con le piante e la natura.

Le stesse risorse che il complesso utilizza, sono tutte ricavate cercando di non gravare sulle risorse esauribili, ma cercando di ottimizzare le risorse naturali come acqua piovana e Sole. Per esempio le enormi quantità di acqua necessaria per creare le condizioni di umidità del Bioma tropicale, e per i servizi igienici, sono tutte ricavate sterilizzando acqua piovana che altrimenti andrebbe dispersa nell'ambiente senza essere utilizzata. L'acqua della rete idrica è utilizzata solo per lavarsi le mani e per cucinare. L'elettricità che il complesso non può generare ma deve acquistare dalla rete, proviene da un impianto eolico in Cornovaglia.
C'è anche una controversia in corso, in quanto una delle società partner dell'Eden Project, il gruppo minerario Rio Tinto, ha in programma alcune opere di estrazione in Madagascar di biossido di titanio, azione che comporterà la rimozione di una larga fascia della foresta costiera, che può causare gravi danni alla biodiversità della flora e della fauna del Madagascar.

## Storia
L'Eden Project è stato parzialmente aperto al pubblico nel maggio del 2000, ma il sito venne completato e interamente aperto al pubblico il 17 marzo 2001. Da quella data in poi l'Eden Project ha ospitato centinaia di avvenimenti, concerti ed esibizioni di artisti internazionali e no.

L'evento mediaticamente più importante venne ospitato il 2 luglio 2005 durante il quale si esibirono decine di artisti mondiali nell'ambito del Live 8.
Il complesso è stato usato anche come location per le riprese del film del 2002 di James Bond, Die Another Day (interpretato da Pierce Brosnan).

Dal 2002, l'Eden Project ospita una serie di spettacoli musicali, chiamati Eden Sessions, che nel passato ha ospitato artisti quali Amy Winehouse, James Morrison, Muse, Motörhead, Lily Allen, Snow Patrol, Pulp, Brian Wilson, Paolo Nutini e The Magic Numbers. Nel 2009 anche gli Oasis svolsero qui un loro concerto.
Dal 2005, per i mesi invernali, da novembre a febbraio, è a disposizione una pista di ghiaccio.

Dal dicembre 2009, tramite Google Street View è possibile visitare gran parte del complesso tramite internet.
Nell'ottobre 2014, all'interno del Bioma tropicale è stata installata una mostra dal titolo "I popoli della foresta tropicale", che raccoglie le straordinarie immagini dei popoli indigeni scattate dall'esploratore e scrittore britannico Robin Hanbury-Tenison, e dal celebre fotografo brasiliano Sebastião Salgado. L'Eden Project ha collaborato con Survival International, il movimento mondiale per i diritti dei popoli indigeni, per portare la mostra in Cornovaglia, e ricordare così ai visitatori che «circa 200 milioni di indigeni dipendono dalle foreste per sopravvivere[...] Inserendo le immagini dei popoli indigeni all'interno del ricco e splendido habitat del bioma tropicale all'Eden vogliamo comunicare questo messaggio fondamentale: popoli e piante hanno bisogno gli uni degli altri»" ha affermato Hanbury-Tenison.

## Critiche
Nel 2007 vennero mosse da alcuni giornali delle critiche per gli onerosi finanziamenti pubblici concessi all'Eden Project, stimati in 130 milioni di sterline.

### Media
- Robin Kewell (Ed.): Eden. The inside story. St Austell n.d.: The Eden Project. (DVD)
- Alan Titchmarsh: The Eden Project. w/o location 2006. (DVD)
- The Eden Radio Project - Every Thursday Between 5.30 and 7pm on Radio St Austell Bay
- 007 - La morte può attendere (alcune scene sono girate all'interno della struttura)